# Erwin Ruf
Erwin Ruf (* 28. August 1910; † unbekannt) war ein deutscher Fußballspieler und -trainer. 

## Karriere
Erwin Ruf spielte Erstligafußball in der Gauliga für die Stuttgarter Kickers. Mit den Kickers nahm er an den Endrunden um die Deutsche Fußballmeisterschaft 1937/38 und 1939/40 teil.
Nach seiner Karriere als Spieler trainierte Ruf die Amateurmannschaft der Kickers.